# Wolf-Rüdiger Marunde

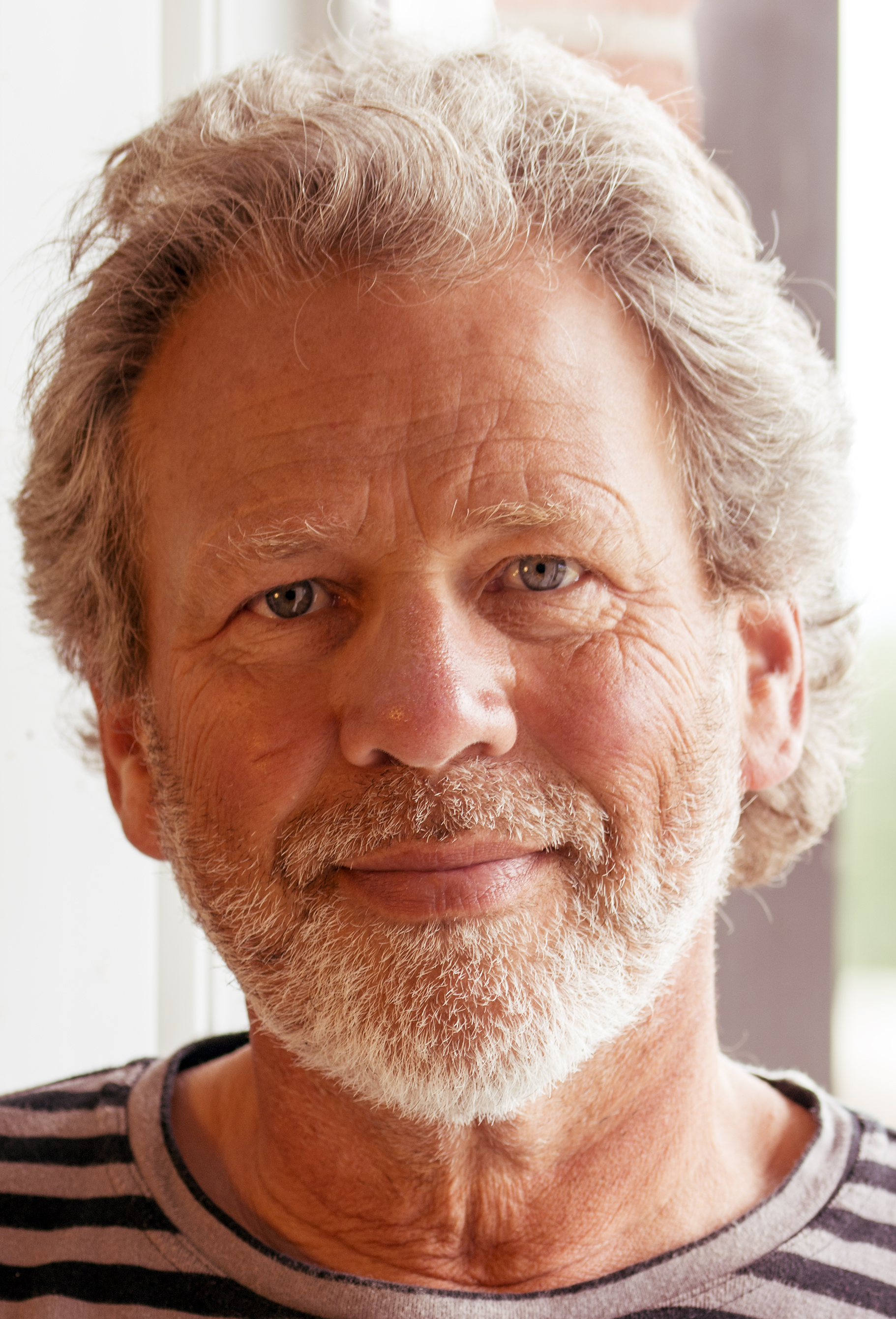
Marunde (2017)

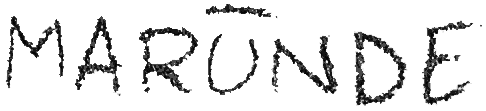
Signatur eines Cartoons

Wolf-Rüdiger Marunde (* 26. Februar 1954 in Hamburg) ist ein deutscher Zeichner, Illustrator und Cartoonist. Marunde gilt als Vertreter einer besonders malerischen Cartoon-Gattung.

## Leben
Aufgewachsen in Harksheide (Norderstedt) in Schleswig-Holstein, begann Marunde 1972 an der Hamburger Fachhochschule für Gestaltung ein Studium im Fach Visuelle Kommunikation und machte 1976 den Abschluss als Diplom-Designer. Anschließend zeichnete er für verschiedene Zeitschriften Cartoons und Illustrationen, zunächst für den Stern, dann Brigitte, SZ-Magazin, Hörzu und andere. Seine Zeichnungen erschienen daneben in Bildbänden, Kalendern und auf Postkarten.
1985 vernichtete ein Brand sein Atelier im Norden Schleswig-Holsteins, damit auch praktisch alle der bis dahin entstandenen Arbeiten. Nach provisorischen Wohnsitzen übersiedelte er 1988 in den niedersächsischen Landkreis Lüchow-Dannenberg.

## Werk und Wirken
Während des Studiums besuchte Marunde die Klasse Presseillustration bei der Dozentin Marianne Weingärtner. Sein spezielles Interesse galt französischen Comics und Cartoons, speziell Porträtkarikaturisten wie Ricor oder Mulatier und Comiczeichnern wie Bilal oder Moebius. Seine an diesen Vorbildern geschulten Arbeiten führten noch während des Studiums zu ersten Aufträgen für das Humormagazin MAD und die satirische Zeitschrift pardon.
Nach der Diplomarbeit hatte er jedoch zunächst seinen Zivildienst zu absolvieren. 1980 stellte er sich dann dem Ressortleiter Humor&Satire des Magazins Stern, Erhard Kortmann, vor. Der engagierte ihn zunächst, empfahl ihn nach einem Jahr Zusammenarbeit dann aber der Brigitte-Redaktion, die einen ganzseitigen farbigen Cartoon etablieren wollte und einen dafür geeigneten Zeichner suchte. Dort begann Marunde mit der Arbeit an großformatigen malerischen Cartoons in Aquarelltechnik, zu der damaligen Zeit ein Novum in der deutschen Presselandschaft. Parallel arbeitete er für die Titelbildredaktion des Stern als Porträtkarikaturist und Illustrator politischer Themen. 1986 entwickelte er für Brigitte die Serie „Marundes Landleben“, danach „Neues aus Schweinhausen“. Beiden Serien gemeinsam ist die detaillierte Schilderung der ländlichen Umgebung und bäuerlichen Gerätschaften, der Landschaften und Lichtstimmungen. Daraus entstanden die (mittlerweile vergriffenen) Cartoonbände „Marundes Landleben“ (87–90), „Neues aus Schweinhausen“ (92) und „Schweinhausen privat“ (94).
Zusammen mit Dietmar Wischmeyer war Marunde von 1989 bis 1994 Autor von „Der Kleine Tierfreund“ (91) und „Die Rückkehr“ (92). „Der Kleine Tierfreund“ ist eine von Wischmeyer für den Hörfunk entwickelte und ihm selbst als Sprecher und Schauspieler verkörperte satirische Figur.
Seit 1995 arbeitet er als fester freier Cartoonist bei Hörzu. 2010 übernahm er auch eine Seite in einem neuen Ableger, Hörzu-Wissen. 2011 kam eine Cartoonseite im Magazin „profi“ dazu, einer Fachzeitschrift für Agrartechnik. Ab 2015 konzentriert er sich auf seine Arbeit für Hörzu und als freier Illustrator. 2002 errang er den 1. Platz beim Deutschen Karikaturenpreis und im Jahr 2015 den bronzenen Stift (3. Platz) beim 16. Deutschen Karikaturenpreis.
2003 arbeitete er daneben mit dem Hamburger Filmstudio TRIKK17, das für das NDR Fernsehen Trickfilme in Stop-Motion-Technik nach Motiven von Marunde-Cartoons drehte.
In den letzten 20 Jahren gab es mehr als 40 Marunde-Ausstellungen, der Zeichner geht mit seinen Bildern gern in die Provinz, zu kleinen Kunstvereinen und regionalen Museen. Seine bislang größte Einzelausstellung fand 2004/2005 im Wilhelm-Busch-Museum in Hannover statt.
Beim 21. Deutschen Karikaturenpreis-Wettbewerb bekam der Cartoonist im November 2020 den Hauptpreis des „Goldenen geflügelten Bleistifts“.
Im Jahr 2021 warb er als Botschafter für die deutschen Seenotretter.

## Publikationen (Auswahl)
- Landleben. Lappan Verlag, 2003, ISBN 3-8303-3075-8.
- Es könnte alles so schön sein…. Lappan Verlag, 1999, ISBN 3-89082-875-2.
- Bilder aus der Heimat. Rasch und Röhring, 1996, ISBN 3-89136-603-5.
- Expeditionen in die Provinz. Lappan Verlag, 2006, ISBN 978-3-8303-3153-7.
- Landgang. Carlsen Verlag, 2011, ISBN 978-3-551-68259-8.
- Am Busen der Provinz. Carlsen Verlag, 2015, ISBN 978-3-551-68163-8.
- Erfreuliche Aussichten. Carlsen Verlag, 2019, ISBN 978-3-8303-3543-6

## Auszeichnungen
- 2002: 1. Platz beim Deutschen Karikaturenpreis
- 2015: 3. Platz beim Deutschen Karikaturenpreis
- 2020: 1. Platz beim Deutschen Karikaturenpreis